# La mortale trappola di Belfagor
La mortale trappola di Belfagor (La malédiction de Belphégor) è un film italo-francese del 1967 diretto da Georges Combret e Jean Maley. Combret ne è anche il produttore e, con Michel Dubosc, lo sceneggiatore.
Il film, liberamente ispirato al celebre romanzo Belfagor di Arthur Bernède, è uno spin-off apocrifo della serie televisiva Belfagor o Il fantasma del Louvre, uscita due anni prima e che riscosse un grande successo.

## Trama
Belfagor è il misterioso capo di una setta di fanatici adoratori dell'omonima divinità assira. Quando scopre che una compagnia teatrale sta mettendo in scena all'Opera di Tolone uno spettacolo intitolato La maledizione di Belfagor, irritato, inizia a uccidere uno dopo l'altro lo scenografo, l'amministratore del teatro, l'autore del testo, il coreografo e un quinto responsabile della produzione.
Il giovane Roger Rodin e la giornalista Claude Randal, a dispetto dello scetticismo della polizia, scoprono il rifugio di Belfagor, ma ne cadono ambedue prigionieri. I due, salvatisi, mentre scoprono che si tratta di un amico di uno dei due, fanno cadere Belfagor in una trappola. Tuttavia egli, facendosi credere morto, riesce a fuggire a bordo di un motoscafo.

## Produzione
Il film è stato girato due anni dopo la messa in onda della serie televisiva Belfagor o Il fantasma del Louvre, che riscosse un notevole successo.
Le riprese si sono svolte interamente a Tolone e dintorni, davanti e dentro l'Opera della città.
Nel film sono presenti due attori celebri per la serie televisiva trasmessa fin dal 1954 su RTF Télévision, prima, e, a seguire, su ORTF Télévision: Les Cinq Dernières Minutes, Raymond Souplex e Jean Daurand con la differenza che il film venne prodotto a colori in un momento in cui la televisione francese era ancora in bianco e nero. Altro protagonista della pellicola è il clown Achille Zavatta, in un ruolo piuttosto raro al cinema, egli è infatti presente in altri piccoli ruoli in una dozzina di film..

## Distribuzione
Il film è stato distribuito in Italia a partire dal 19 ottobre 1967 mentre in Francia dall'8 novembre successivo.
Il film è conosciuto, oltre che con il titolo italiano de La mortale trappola di Belfagor, anche con quelli francesi originale La malédiction de Belphégor e alternativo Belphégor tend un piège (lett. "Belfagor tende una trappola"), e con il titolo internazionale in inglese de The Curse of Belphegor (lett. "La meledizione di Belfagor", che ne traduce anche il titolo francese originale).

## Accoglienza
Pino Farinotti nel suo Dizionario di tutti i film, assegna al film 2 stelle su 5. Secondo il sito Psychovision, che conferisce al film 4.75 stelle su 10 con un totale di 4 voti degli utenti, questo film di serie Z, liberamente ispirato al celebre romanzo Belfagor di Arthur Bernède, ma trasposto al teatro dell'Opera di Tolone, è stato mal recepito dalla critica, piuttosto mal interpretato da attori un po' datati e ben al di sotto delle ambizioni dei registi, destinandolo a uno scarso successo nelle sale. Il pubblico dell'aggregatore di recensioni AlloCiné, ha conferito al film un 57% di 2 stelle su 5 e un 47% di 2 stelle e ½ su 5. I lettori di IMDb hanno invece conferito al film una media di 4,4 stelle su 5 per un totale di 58 recensioni.